# شهرستان بث (کنتاکی)
شهرستان بث، کنتاکی (به انگلیسی: Bath County, Kentucky) یک سکونتگاه مسکونی در ایالات متحده آمریکا است که در کنتاکی واقع شده‌است.

## خصوصیات
شهرستان بث ۷۳۵٫۵۶ کیلومترمربع مساحت دارد.